# D959 (Indre-et-Loire)
De D959 is een departementale weg in het Franse departement Indre-et-Loire. De weg loopt van La Membrolle-sur-Choisille bij Tours naar de grens met Maine-et-Loire. In Maine-et-Loire loopt de weg verder als D959 naar La Flèche en Laval.

## Geschiedenis
Oorspronkelijk was de D959 onderdeel van de N159. In 1973 werd de weg overgedragen aan het departement Indre-et-Loire, omdat de weg geen belang meer had voor het doorgaande verkeer. De weg is toen omgenummerd tot D959.